# Gupie
Die Gupie ist ein rund 19 Kilometer langer Fluss im Département Lot-et-Garonne in der Region Nouvelle-Aquitaine im Südwesten Frankreichs.

## Verlauf
Die Gupie entspringt im südwestlichen Gemeindegebiet von Monteton in der historischen Provinz Agenais, verläuft generell Richtung Südwest durch das Weinbaugebiet Côtes du Marmandais und mündet im Gemeindegebiet von Sainte-Bazeille als rechter Nebenfluss in die Garonne.

## Orte am Fluss
(Reihenfolge in Fließrichtung)
- Cougouille, Gemeinde Cambes
- Saint-Avit
- Mauvezin-sur-Gupie
- Castelnau-sur-Gupie
- Lagupie
- Sainte-Bazeille

## Nebenflüsse
Zahlreiche Bäche münden in die Gupie ein, wie z. B. der Caubon (ca. 11 km), der Rieutord (ca. 5 km), die Régane (ca. 5 km) und die Petite Gupie (ca. 3 km).

## Nutzung
Das Wasser der Gupie dient zur Feldbewässerung; es ist durch ausgewaschene Agrochemikalien stark belastet. Im Hochsommer fällt die Gupie nicht selten trocken.